# کلیسای هاکوب مقدس (آرچیس)
کلیسای هاکوب مقدس (ارمنی: Սուրբ Հակոբ եկեղեցի (Արճիս)) یک کلیسا متعلق به کلیسای حواری ارمنی واقع در شهر آرچیس، استان تاووش ارمنستان می‌باشد. ساخت و ساز این ساختمان در سده ۱۹ام میلادی؛ به پایان رسید. این بنا به سبک معماری ارمنی طراحی شده است.